# Chasseurs de dragons
Chasseurs de Dragons (Nederlandse titel: Drakenjagers) is een Franse animatieserie geproduceerd door Futurikon. De televisieserie liep 2 seizoenen met een totaal van 52 afleveringen. De eerste aflevering verscheen op France 3 op 1 september 2004. Het eerste seizoen bestaande uit 26 afleveringen liep origineel in 2004. Het tweede seizoen liep ook 26 afleveringen van 2007 tot 2008.
In België verscheen de serie op 11 oktober 2005 op de Vlaamse zender Ketnet. In Nederland verscheen de serie op 21 mei 2007 op Nickelodeon. Het themanummer van de serie The Dragon Hunters Song wordt vertolkt door de new waveband The Cure gebaseerd op hun nummer Taking off. Het nummer werd uitgebracht op 6 april 2004. In 2008 verscheen de film Chasseurs de dragons gebaseerd op deze animatieserie.

## Verhaal
In een alternatieve wereld bestaat de wereld volledig uit vliegende eilanden of continenten in de lucht. In die wereld leven vele soorten draken die de eilanden teisteren waardoor er sommige mensen het beroep van drakenjager uitoefenen tegen betaling. Deze serie volgt de belevenissen van de drakenjagers Lian-Chu en Gwizdo en hun tamme draak Hector. Zij weten veel over draken en werken samen om de draken te verslaan. Tussen het jagen door wonen ze in een herberg die eigendom is van de vrouw Jeanneline en haar dochtertje Zaza.

## Personages
De originele (Franstalige) stemmen werden vooral ingesproken door Ludovic Pinette, Alexis Victor, Murielle Naigeon en Audrey Pic.
De Vlaamse stemmen van Gwizdo en Lian-Chu werden ingesproken door Walter Baele en Luc Vandeput. Cara Van der Auwera sprak ook een stem in. De overige stemmen werden voornamelijk door Mieke Bouve, Mieke Laureys, Herbert Flack, Tom Van Bauwel, Ingrid Van Rensbergen en Herbert Bruynseels ingesproken.

### Hoofdpersonages
| Personage  | Originele stem                                         | Korte beschrijving                                                                                              |
| ---------- | ------------------------------------------------------ | --- |
| Gwizdo     | Ludovic Pinette                                        | Het brein van de drakenjagers. Hij is een van de weinige mensen daar die kan lezen, schrijven en rekenen.       |
| Lian-Chu   | Alexis Victor (seizoen 1) Thierry Desroses (seizoen 2) | De jager van de drakenjagers. Hij is een reus die bedreven is met verscheidene vechttechnieken met zijn zwaard. |
| Jeanneline | Murielle Naigeon                                       | De strenge herbergierster. Zij bezit de herberg en kan koken.                                                   |
| Zaza       | Audrey Pic (seizoen 1) Catherine Desplaces (seizoen 2) | De nieuwsgierige dochter van Jeanneline. Het is haar droom om later drakenjager te worden.                      |
| Hector     | Onbekend                                               | Een tam draakje. Hij kan communiceren met zowel mensen als draken en draagt zorg voor de wapens.                |

### Terugkerende gastpersonages
| Personage                  | Korte beschrijving |
| -------------------------- | --- |
| Zoria/Zoë                  | De volwassen adoptiedochter van Jeanneline. Ze was door Lian-Chu opgeleid tot drakenjaagster. Ze speelt als klein meisje mee in de film onder de naam Zoë. |
| Noble Kayo                 | Een blinde, oude man die zeer geleerd is. De drakenjagers vragen soms zijn advies.                                                                         |
| Prince Charmant            | Een schatrijke prins die alleen te paard de wereld rondtrekt. Hij doodt gratis draken om de mensen te beschermen.                                          |
| George & Gilbert Forrestal | 2 drakenjagers die bovendien ook broers zijn. Ze kennen Qwizdo en Lian-Chu al sinds ze kinderen waren en hebben een vijandige relatie met hen.             |

## Afleveringen
Het eerste seizoen liep origineel in 2004. Het tweede seizoen liep origineel van 2007 tot 2008.

### Seizoen 1 (2004)
| Nr. Serie | Nr. Seizoen | Originele titel                                             |  |
| --------- | ----------- | ----------------------------------------------------------- |  |
| 1         | 1           | Son nom est Dragon                                          |  |
| 2         | 2           | Une vie de dragon                                           |  |
| 3         | 3           | A la recherche de Zoria                                     |  |
| 4         | 4           | Le retour de Roger                                          |  |
| 5         | 5           | La petite baston dans la prairie                            |  |
| 6         | 6           | L'île aux brumes                                            |  |
| 7         | 7           | Pour une poignée de légumes                                 |  |
| 8         | 8           | Dragons des hautes neiges                                   |  |
| 9         | 9           | Billy le teigneux                                           |  |
| 10        | 10          | Le dragon par la queue                                      |  |
| 11        | 11          | On ne devrait jamais quitter l'auberge du dragon qui ronfle |  |
| 12        | 12          | Le goût étrange du cocomak                                  |  |
| 13        | 13          | La conjonction des trois lunes                              |  |
| 14        | 14          | Mauvais oeil                                                |  |
| 15        | 15          | La ferme aux orphelins                                      |  |
| 16        | 16          | La glande du Mimikar                                        |  |
| 17        | 17          | La prime de Zimbrenelle                                     |  |
| 18        | 18          | Des invités indésirables                                    |  |
| 19        | 19          | La botte de Kiwajel                                         |  |
| 20        | 20          | Un jeu d'enfant                                             |  |
| 21        | 21          | La pétochasse                                               |  |
| 22        | 22          | Plus toute sa tête                                          |  |
| 23        | 23          | Il est amoureux-eux !                                       |  |
| 24        | 24          | Le prince charmant                                          |  |
| 25        | 25          | Une famille en or                                           |  |
| 26        | 26          | Retrait de permis                                           |  |

### Seizoen 2 (2007-2008)
| Nr. Serie | Nr. Seizoen | Originele titel                 |  |
| --------- | ----------- | ------------------------------- |  |
| 27        | 1           | Le dragontagieux                |  |
| 28        | 2           | Le naufrageur                   |  |
| 29        | 3           | Le dragon dans l'âtre           |  |
| 30        | 4           | Un peu, beaucoup...à la folie ! |  |
| 31        | 5           | Adieu Lian-Chu                  |  |
| 32        | 6           | L'îlot trésor                   |  |
| 33        | 7           | Aguigou                         |  |
| 34        | 8           | La vie de château               |  |
| 35        | 9           | Médecine douce                  |  |
| 36        | 10          | La clause choupinou             |  |
| 37        | 11          | La vie rêvée                    |  |
| 38        | 12          | Le petit dernier                |  |
| 39        | 13          | L'île du porcher pinaud         |  |
| 40        | 14          | À la page                       |  |
| 41        | 15          | Drago menta                     |  |
| 42        | 16          | Le convoi                       |  |
| 43        | 17          | La légende du dragon pluie      |  |
| 44        | 18          | Spores de combat                |  |
| 45        | 19          | La conquête de la ville         |  |
| 46        | 20          | Chasseurs de l'au-delà          |  |
| 47        | 21          | Le maître du dragon             |  |
| 48        | 22          | L'enfer de la ville             |  |
| 49        | 23          | Le dragon rouge                 |  |
| 50        | 24          | Le grand tournoi                |  |
| 51        | 25          | L'archipel s'amuse              |  |
| 52        | 26          | Le cimetière des borbacks       |  |

## Adaptaties

### Film
Chasseurs de dragons (Nederlandse titel: Drakenjagers) is een Franse/Luxemburgse/Duitse computeranimatiefilm uit 2008 gebaseerd op deze animatieserie.

### Computerspellen

#### Die Drachenjäger: Die Prüfung
Die Drachenjäger: Die Prüfung is een educatief spel uitgebracht door Phenomedia op 15 november 2005 in Duitsland. Het computerspel is beschikbaar voor Microsoft Windows (PC). In 2006 verscheen het spel in het Frans bij Mindscape onder de titel Chasseurs de dragons.

#### Chasseurs de dragons
Chasseurs de dragons is een actiespel uitgebracht door Playlogic op 11 april 2008. Het computerspel is beschikbaar voor Nintendo DS.

### Stripboeken
In 2006 en 2008 verschenen er 2 stripboeken bij de Franse uitgeverij Delcourt gebaseerd op deze animatieserie. In 2008 verscheen tevens ook een derde strip gebaseerd op bovenstaande film. Hieronder volgen de titels.
1. Un dragon comme pas deux (2006)
2. Copains comme zombies (2008)
3. Chasseurs de dragons l'album du film (2008)